# 31-я кавалерийская дивизия (1-го формирования)
31-я кавалерийская дивизия — войсковое соединение РККА ВС Союза ССР, до Великой Отечественной войны.

## История
В марте 1935 года правительство Германии объявило о введении всеобщей воинской обязанности в государстве и преобразовании своих вооружённых сил. Односторонний акт Германии стал мощным толчком к пересмотру военных планов Союза ССР. Одной из мер, принятых Правительством Союза стали мероприятия по усилению стратегической конницы, мотомехвойск, утверждённые в марте 1935 года. Согласно «Докладу о ходе формирований по оргмероприятиям 1935-36 по состоянию на 1.06.36» окончательный план мероприятий по коннице выглядел следующим образом: формировались девять кавалерийских дивизий нового состава (войсковые № 23 — № 31). Кавалерийская дивизия № 31 сформирована в 1936 году, в несколько этапов, на Дальнем Востоке, в её состав вошли следующие формирования по штатам № 6/511-517, № 520—523:
- 75-й кавалерийский полк был передан из 15-й Кубанской кавалерийской дивизии ЗабВО;
- 79-й кавалерийский полк — из 6-й горной кавалерийский дивизии САВО;
- 84-й кавалерийский полк — из 8-й горной кавалерийский дивизии САВО;
- 121-й кавалерийский полк сформирован в СибВО;
- 31-й механизированный полк — в Харькове;
- отдельные эскадроны — связи и сапёрный формировались при 8-й кавалерийской дивизии ОКДВА.

Штатная численность — 7600 человек личного состава (усиленный штат). Дислокация, на 1936—1938 годы — Лазо, Себучары (45 тп).
Директивой наркома обороны Союза ССР № 4/2/54087, от 7 декабря 1939 года, 31 кд переводилась на штат типовой кавалерийской дивизии. Конно-артиллерийский полк переформировывался в конно-артиллерийский дивизион, зенитная батарея — в зенитно-артиллерийский дивизион, автотранспортный эскадрон, перевязочный отряд и полевой хлебозавод (ПХЗ) расформировывались.
Весной 1941 года 31-я кавдивизия расформирована. Личный состав и матчасть ушли на сформирование 58-й танковой дивизии, в марте 1941 года, в рамках мероприятий по созданию 30-го механизированного корпуса (58 тд, 60 тд, 239 мд) на Дальнем Востоке.

## Состав на

### 1936—1939 годы
- управление
- 75-й кавалерийский полк (командир: полковник Ройтенберг Герш Моисеевич (май 1936 года — июль 1939 года (уволился)), майор Соколов Сергей Владимирович (врид сентябрь 1937 года — декабрь 1937? года). Начальник штаба — капитан Гумённый Георгий Федосеевич (уволен в 1937 году)
- 79-й Туркестанский кавалерийский Краснознамённый полк (командир: майор Овар Юлиан Иванович (22 марта 1936 — 19??)), майор Коваленко Филипп Яковлевич (на 15 мая 1939 года) Начальник штаба — Соколов Сергей Владимирович (врид декабрь 36 — сентябрь 37).
- 84-й Туркестанский кавалерийский Краснознамённый полк (командир: полковник Константинченко Иван Петрович (уволен 17 октября 1938 года), полковник Голубев Михаил Иванович (на 15 мая 1939 года).
- 98-й Туркестанский кавалерийский дважды Краснознамённый полк  (командир: майор В. Г. Баумштейн). в 2-х километрах от  жд. станции Лазо. (бывший 84-й кавполк) или в/ч 5958
- 121-й кавалерийский полк
- 31-й механизированный полк (командир: полковник Банников Константин Николаевич (на 15 мая 1939 года))
- 31-й конно-артиллерийский полк (командир: майор Никольский Владимир Гаврилович (на 15 мая 1939 года)).
- 31-й отдельный сапёрный эскадрон
- 31-й отдельный эскадрон связи

### 1940 год
- управление
- 4-й кавалерийский полк (командир: майор И. Ф. Букреев) дислокация: п. Краскино Посьетского района, (бывший 121-й кавполк) или войсковая часть № 8183
- 12-й кавалерийский полк (командир: майор И. К. Морозов). г. Лазо. (бывший 79-й кавполк) или в/ч 7871
- 98-й Туркестанский кавалерийский дважды Краснознамённый полк  (командир: майор В. Г. Баумштейн). в 2-х километрах от  жд. станции Лазо. (бывший 84-й кавполк) или в/ч 5958
- 151-й кавалерийский полк (командир: А. Я. Хвостов) (бывший 75-й кавполк) или в/ч 5761
- 45-й танковый полк (командир: майор А. И. Потапов) (бывший 31-й мехполк) или в/ч 5967
- 2-й конно-артиллерийский дивизион (переформирован из 2-го конно-артиллерийского полка в 1938 г.), или в/ч 7885
- 15-й отдельный зенитно-пулемётный эскадрон (возможно не 15-й, а 13-й), или в/ч 6762
- Н-й отдельный химический эскадрон или в/ч 7897
- 29-й отдельный эскадрон связи или в/ч 6770
- 25-й отдельный сапёрный эскадрон или в/ч 7904
- 7-й отдельный автотранспортный эскадрон или в/ч 6778
- Н-й отдельный легко-переправочный парк или в/ч 7915
- 23-й перевязочный отряд или в/ч 6806
- 312-й полевой хлебозавод или в/ч 7922
- 43-я военная прокуратура или в/ч 6826
- 43-й военный трибунал или в/ч 7927

К 1 ноября 1940 года дивизия имела 5820 человек личного состава, в том числе — 561 начальствующего, 998 младшего начальствующего, 4261 рядового состава; 4572 лошади, в том числе — 3498 строевых, 703 артиллерийских, 371 обозную; 266 автомашины, в том числе — 12 легковых, 139 грузовых, 115 специальных; 4 022 винтовки и карабина; 142 ручных пулемёта; 22 станковых пулемёта; 24 зенитных пулемёта; 12 — 45-мм пушек, 16 — 76-мм зенитных пушек, 12 — 76-мм пушек, 8 — 122-мм гаубиц; 63 танка Т-26; 4 бронеавтомобиля.

## Командный состав дивизии

### Командиры
- Черевиченко, Яков Тимофеевич — с 14.07.1937 по 08.03.1938, полковник, с 17.02.1938 — комбриг
- Усенко (И.О. нет данных) - с 08.03.1938  -  комбриг
- Левицкий (И.О. нет данных) - о периоде службы нет данных, начальник политотдела дивизии, полковой комиссар.